# Попо IV фон Хенеберг
Попо IV (II) фон Хенеберг (на немски: Poppo IV (II) von Henneberg; * пр. 1128; † 1155 или 1 септември 1156) от род Дом Хенеберг е граф на Хенеберг и бургграф на Вюрцбург.

## Произход
Той е син на бургграф Годеболд II фон Хенеберг († 1143/1144) и съпругата му Лиутгард фон Хоенберг († 1145), дъщеря на граф Бертхолд I фон Хоенберг „Стари" († 1110) и Лиутгард от Брайзгау († сл. 1110), дъщеря на Херман I фон Баден († 1074), маркграф на Верона, граф в Брайзгау. Внук е на граф Попо I фон Хенеберг († 1078), бургграф на Вюрцбург, и на Хилдегард фон Шауенбург от Тюрингия († 1104), дъщеря на Лудвиг Брадати.
Брат е на Гебхард фон Хенеберг († 1159), от 1150 г. епископ на Вюрцбург, Гюнтер фон Хенеберг († 1161), от 1146 г. епископ на Шпайер, Бертхолд I († 1159), граф на Хенеберг и бургграф на Вюрцбург (1156), Конрад I († сл. 1137), господар на Бикенбах, и на Хилдегард († 1143/1144), омъжена за граф Хайнрих II фон Катценелнбоген († ок. 1160).
Попо IV фон Хенеберг умира на 1 септември 1156 г. и е погребан в манастир Весра.

## Фамилия
Попо IV фон Хенеберг се жени за Ирмгард фон Щаде († сл. 1151) от род Удони, дъщеря на граф Лотар Удо III фон Щаде († 1106), маркграф на Северната марка, и Ирмгард фон Пльотцкау († 1153/1154). Те нямат деца.